# Linn Cove Viaduct
Le Linn Cove Viaduct est un pont routier américain situé dans le comté d'Avery, en Caroline du Nord. Construit de 1979 à 1983, cet ouvrage d'art est le plus connu de la Blue Ridge Parkway, dont il est un symbole.